# Granica polsko-siedmiogrodzka
Granica polsko-siedmiogrodzka – granica dzieląca terytoria Królestwa Polskiego i Księstwa Siedmiogrodzkiego istniejąca w latach 1568–1688.
Granica powstała w 1568 roku po włączeniu do Siedmiogrodu graniczących z Polską węgierskich komitatów Ung, Bereh (Bereg) i Maramuresz.
Granica biegła od styku granic Polski, Węgier i Siedmiogrodu w Bieszczadach Wschodnich (na wschód od przełęczy Użockiej) w kierunku południowo-wschodnim grzbietami Gorganów, Czarnohory do styku granic Polski, Siedmiogrodu i Mołdawii – Rozrogi (Krecela 1853 m n.p.m.) w Karpatach Marmaroskich.
Granica istniała do czasu ponownego włączenia komitatów Ung (w 1630 roku), Bereg i Maramuresz (w 1688 roku) do Węgier.